# 외출 (2001년 드라마)
《외출》은 SBS에서 2001년 10월 8일부터 이듬해 3월 30일까지 방영되었던 아침드라마로, 집필자 주찬옥 작가는 그 동안 같이 작업해 온 황인뢰 PD의 프리랜서 선언 등 여러 가지 사정 때문에 한동안 방황해 왔다가 해당 작품을 통해 집필활동을 재개했다.
한편, 대부분 아침연속극과 마찬가지로 불륜-비정상적인 가족관계 지적을 받기도 했다.

## 등장 인물
- 김미숙(김난희)
- 김병세(홍정남)
- 유혜정(한태경)
- 안재환(최수민)
- 황인영(강혜란)
- 송은영(이유진)
- 추자현(정난영)
- 김승현(모태호)
- 한영숙, 권용운, 김수련, 김석옥, 김형범, 백승욱